# رادیکا مادان
رادیکا مادان (انگلیسی: Radhika Madan؛ زادهٔ ۱ مهٔ ۱۹۹۵) بازیگر و هنرمند رقص اهل هند است. وی از سال ۲۰۱۴ میلادی تاکنون مشغول فعالیت بوده‌است.
از فیلم‌ها یا مجموعه‌های تلویزیونی که وی در آن‌ها نقش داشته‌است، می‌توان به ترقه، سگ‌ها، دیوانه و مدرسه انگلیسی اشاره نمود.